# Batalla de Ceriñola
La batalla de Ceriñola (28 de abril de 1503) fue un enfrentamiento bélico ocurrido entre las tropas francesas y españolas, con victoria de estas últimas, durante la segunda guerra de Nápoles, en lo que hoy es la ciudad de Cerignola (provincia de Foggia, en la Apulia), en aquel entonces una pequeña villa sobre un cerro y protegida por un foso y un talud levantado por las tropas españolas allí acantonadas.
Ceriñola marca el inicio de la hegemonía que España impuso en los campos de batalla europeos hasta pasada la mitad del siglo XVII. Fue probablemente la primera batalla de la historia de occidente en ser ganada gracias a las armas de fuego, y revivió así mismo el valor de las fortificaciones como forma de maximizar la eficacia de las nuevas tácticas de guerra. El historiador militar Bernard Law Montgomery escribió que en su transcurso, "Gonzalo de Córdoba alzó al soldado de infantería con arma de fuego al nivel del combatiente más importante del campo de batalla, un nivel que mantendría por 400 años".

## Antecedentes
Tras la inesperada ruptura por parte de los franceses del Tratado de Granada, por el que el Reino de Nápoles quedaba repartido entre España y Francia, el duque de Nemours, que venció en el asedio de Canosa, forzó a las huestes del Gran Capitán a batirse en retirada y refugiarse en la ciudad de Barletta, en 1502. A la espera de refuerzos, las tropas españolas se dedicaron a practicar salidas nocturnas y emboscadas contra los franceses, táctica heredada de la guerra de Granada y que exasperaba a los franceses que no estaban acostumbrados a ese tipo de enfrentamientos. Durante aquella espera, llegaron a organizarse duelos singulares entre caballeros españoles y franceses. El más famoso tuvo lugar el 21 de septiembre de 1502, y en él se batieron durante más de 6 horas once caballeros franceses contra once españoles. El resultado fue muy favorable a los españoles, resultando un caballero muerto, otro rendido y 9 heridos por parte francesa, y un caballero rendido y dos heridos por parte española.
Finalmente, tras la victoria de la escuadra española del almirante Juan de Lezcano sobre la francesa del almirante Pregent de Bidoux en la batalla de Otranto, el Gran Capitán pudo reforzarse con lansquenetes alemanes, con los cuales se lanzó a la ofensiva en la primavera de 1503. Para avanzar con la mayor rapidez posible, el general español ordenó que cada caballero transportase en las grupas de su caballo a un infante, lo que dado el sentido del honor de la época, provocó un aluvión de protestas por parte de los soldados. El Gran Capitán acalló inmediatamente las quejas dando ejemplo él mismo. Gracias a esta acción, inaudita para aquella época, el ejército español logró alcanzar la pequeña villa de Ceriñola con tiempo suficiente para preparar cuidadosamente la defensa ante el inminente ataque francés. Rápidamente el general español ordenó cavar un foso y con la tierra extraída levantar un parapeto sobre el que se afianzaron afiladas estacas. Cuando finalmente las tropas del duque de Nemours se aproximaron a Ceriñola, el Gran Capitán ya había preparado la defensa y definido una estrategia.
El 28 de abril de 1503 tuvo lugar la batalla. Como se ha dicho anteriormente, mandaba a los franceses, fundamentalmente caballería pesada y piqueros suizos, Luis de Armagnac, conde de Guisa, duque de Nemours y virrey de Nápoles (desde 1501), y a los españoles Gonzalo Fernández de Córdoba, llamado el Gran Capitán.

### Ejército español
Las fuerzas españolas estaban formadas mayoritariamente por infantería, compuesta por arcabuceros, ballesteros, coseletes, y piqueros. En cuanto a la caballería, ésta era llamativamente escasa en comparación con otros ejércitos, y estaba formada por caballería ligera y caballería pesada. La artillería disponible constaba de unas 13 piezas dispuestas en una pequeña colina que se elevaba tras el foso y el talud (formado a su vez por la tierra extraída al cavar el foso) que protegían Ceriñola.
Los arcabuceros, en primera línea, estaban dispuestos en dos grupos de unos 500 hombres cada uno tras el talud que seguía al foso excavado y en varias trincheras situadas delante del foso. Tras ellos, y en el centro se agrupaban unos 2500 piqueros alemanes. A ambos lados de los piqueros se habían situado sendos grupos de unos 2000 coseletes y ballesteros cada uno. Tras los coseletes y hacia los flancos, se colocaron los dos grupos de unos 400 hombres de caballería pesada, mandados por Próspero Colonna y Pedro de Mendoza.
Finalmente, en la colina en la que se encontraba la artillería, se situó un grupo de 850 hombres de la caballería ligera, dirigidos por Fabrizio Colonna y Pedro de Pax, ambos bajo mando inmediato del Gran Capitán, que tenía desde allí una visión completa del campo de batalla. La misión de la caballería ligera era evitar que las tropas francesas copasen a la infantería española en caso de conseguir romper las defensas y atravesar el talud.
Por lo tanto, aunque Gonzalo Fernández de Córdoba se enfrentaba a fuerzas superiores, había conseguido muchas ventajas estratégicas gracias a su cuidadosa preparación de la batalla, pues había ocupado las alturas de Ceriñola, y atrincherado sus soldados con empalizadas, fosos y estacas. Además, también su artillería estaba mejor situada que la francesa.

### Ejército francés
Las fuerzas francesas seguían manteniendo un concepto de batalla casi feudal, con preponderancia de las cargas de caballería pesada, y con un alto número de mercenarios (en este caso suizos), pero, al mismo tiempo, contaban con más artillería que los españoles. Esta paradoja sería constante en la primera mitad del siglo XVI en todos los ejércitos franceses.
En el caso de Ceriñola, las tropas francesas, mandadas por el duque de Nemours, se agrupaban en cuatro grandes bloques. En vanguardia, estaba la caballería pesada, separada en dos grupos de unos 1000 jinetes cada uno. En ella, al mando inmediato, se encontraba el propio duque de Nemours. Tras ellos se situaron 3000 piqueros mercenarios suizos, mandados por Chadieu. Inmediatamente después, en otro gran grupo de 3000 hombres, se situó la infantería gascona. Al frente de la infantería se situaron las 26 piezas de artillería de las que disponían. Finalmente, la caballería ligera, mandada por Yves d'Allegre, aguardaba tras todos ellos orientada hacia el flanco izquierdo en el sentido de avance de las tropas.

## La batalla
El Gran Capitán, conocedor del entusiasmo de los franceses por las cargas de caballería, ideó una estratagema que consistía en provocar una carga y atraer la caballería francesa hasta el alcance de la artillería y los arcabuceros españoles, para infligir desde el primer momento el mayor daño posible al enemigo con el mínimo coste. De este modo, cuando la tarde empezaba a caer, la caballería española salió a campo abierto y simuló una carga contra los franceses.
Tras una breve escaramuza, los españoles fingieron la retirada, perseguidos por la caballería pesada francesa, que antes de llegar al foso y el talud, se encontró inesperadamente con las trincheras de vanguardia en las que se agazapaba parte de los arcabuceros, que inmediatamente abrieron fuego, al igual que hizo la artillería. Esto provocó un retroceso momentáneo de la caballería francesa, que se lanzó entonces en paralelo al talud y hacia la izquierda, tratando de buscar una vía de entrada a los parapetos del flanco derecho español. Durante este recorrido, la caballería francesa fue destrozada por el fuego de los arcabuceros españoles, muriendo en ese momento el propio general francés, el duque de Nemours, que fue alcanzado por tres disparos.
Todo el ejército francés se lanzó entonces a la batalla, emplazando su artillería en vanguardia de la infantería, y disponiéndose los tres grandes bloques restantes en posición diagonal con respecto al foso y al talud que protegían a las tropas españolas.
En plena batalla, la artillería española quedó inutilizada al explotar accidentalmente toda la pólvora. Sin embargo, el Gran Capitán, testigo del desastre de su artillería, arengó inmediatamente a sus tropas diciendo: «¡Ánimo! ¡Estas son las luminarias de la victoria! ¡En campo fortificado no necesitamos cañones!»
La infantería francesa entabló combate entonces con las tropas españolas, pero fueron diezmados por el fuego incesante de los arcabuceros. El jefe de los piqueros suizos, Chadieu, cayó también muerto. Cuando la proximidad de la infantería francesa fue demasiado peligrosa para los arcabuceros, el general español les ordenó retirarse a la vez que ordenaba avanzar a los piqueros alemanes, que se enfrentaron en combate cerrado a los suizos y gascones, rechazándolos finalmente. Por último, y ante el desastre francés, el Gran Capitán ordenó a todas sus tropas abandonar las posiciones defensivas y lanzarse al ataque.
La infantería francesa fue rodeada entonces por los ballesteros, arcabuceros de pie y a caballo, coseletes y por la propia caballería pesada española, sufriendo un gran número de bajas. La caballería ligera española se lanzó a su vez contra la caballería ligera francesa, al mando de Yves d'Allegre, que se vio obligado a huir. Ante esta circunstancia, la caballería ligera española también cargó contra la infantería francesa, de la cual sólo los suizos consiguieron retirarse disciplinadamente. Aun así, las tropas francesas, ante el tremendo castigo que estaban sufriendo, acabaron por rendirse.
Durante la batalla, los arcabuceros españoles efectuaron un total de unos 4000 disparos, la mayoría de ellos certeros.

## Consecuencias
La derrota francesa en Ceriñola, junto con la batalla de Seminara ocurrida la semana anterior, en la que las tropas españolas de Fernando de Andrade y Hugo de Cardona vencieron al Ejército francés de D'Aubigny en Calabria, supuso un giro a la situación de la guerra en Nápoles: a partir de este momento serían las fuerzas españolas quienes tomaran la iniciativa en el transcurso de la guerra, haciendo retroceder a los franceses hacia el norte.
Desde el punto de vista militar supuso una revolución en las tácticas de batalla, y sembraría algunas de las bases de la guerra moderna. Por primera vez en la historia, una infantería provista de arcabuces logró derrotar a la caballería en campo abierto. El general español aplicó un sistema de contención-contraataque, fundado en la utilización de las armas de fuego con finalidad fijante y de perturbación de la carga de caballería francesa, añadiendo además una acertada elección de la ocasión y el terreno (incluyendo su preparación) donde presentar batalla. Además, el Gran Capitán demostró una vez más que un ejército formado por unidades más pequeñas e independientes proporcionaba una movilidad que suponía una ventaja determinante en batalla con respecto a ejércitos agrupados en bloques más numerosos, como el mandado en aquella ocasión por el duque de Nemours. A pesar de que hasta entonces los ejércitos españoles, al igual que los de otras potencias europeas, estaban basados en el uso masivo de la caballería, herencia de las guerras de la Reconquista, esta nueva infantería estaba estructurada en unidades creadas por el Gran Capitán y llamadas coronelías, las cuales, una vez probada su gran eficacia en batalla, serían la semilla de los célebres tercios españoles durante las décadas siguientes.
Ceriñola marca el inicio de la era de la infantería, que se mantendría como la fuerza preponderante en cualquier ejército de Europa durante más de cuatro siglos, hasta bien entrada la Primera Guerra Mundial.